# Sobotište
Sobotište (česky Sobotiště, německy Sobotischt, maďarsky Ószombat, do roku 1907 Szobotist) je obec na Slovensku v okrese Senica. Žije zde přibližně 1 400 obyvatel. Nejstarší písemný doklad o obci pochází z roku 1251.
V obci stojí římskokatolický kostel Panny Marie Nanebevzaté z roku 1637. Tento kostel byl původně evangelický, dal ho postavit pán na hradě Branč. Jeho střecha je zelená jehlanovitého tvaru. Jako většina starých evangelických kostelů, i tento byl původně zasvěcen svaté Trojici. Relativně blízko v obci se nachází i novější evangelický kostel, postavený na základě tolerančního patentu, který vydal Josef II. v roce 1784. Původně byl postavený bez věže, která byla dostavěna v roce 1909. Tato věž je červená a má kuželový tvar, tvoří společně s katolickým kostelem dominanty města. Dále je v obci kaple Povýšení svatého Kříže z roku 1764.

## Části obce
- Sobotište
- Javorec

## Dějiny obce
Sobotište (v průběhu staletí nazývané také Zobódycha, Zsobotist, Sobotisscze, Sobota, Ozsombat) je staré více než 800 let.
Zeměpisná poloha obce při zemské stezce z Uher na Moravu měla pro lokalitu nejen velký hospodářský význam, související od středověku s rozvojem obchodních cest, ale ve svém důsledku vedla také k tomu, že se obci v době válečných konfliktů nemohla vyhnout pozornost táhnoucích vojsk. Byla přitažlivá již pro husity, kteří ji obsadili v roce 1428, pro Turky, kteří zde plenili a zabíjeli v letech 1623 a 1650 i pro polské kozáky, kteří ji vyrabovali v roce 1621.
Po roce 1620 do Sobotište odešla velká skupina na Moravě pronásledovaných anababtistů (lidově jsou označování také jako Habáni), kteří zde založili vlastní čtvrť (tzv. habánský dvůr) a natrvalo poznamenali kulturní, společenský a hospodářský život tohoto kraje. Rovněž se zde usadila řada pronásledovaných kněží jednoty bratrské a někteří drobní šlechtici. V Sobotišti byla rovněž silná židovská komunita s vlastní synagogou, zcela zlikvidovaná v době existence Slovenského státu. Duchovní život obce v době raného novověku tedy ovlivňoval nejen reformační humanismus, tak jak se etabloval v 16. a 17. století, ale i tolerance související s náboženskou pluralitou.
Obyvatelstvo se živilo pastevectvím a zemědělstvím, pěstováním ovoce a zeleniny. Nepochybně pod vlivem zručných habánských řemeslníků vzkvétalo mezi obyvatelstvem řemeslo mlýnské, tkalcovské, řeznické, pekařské, obuvnické, nožířské, krejčovské a do dnešních dob slavné hrnčířské a keramické. V roce 1700 byl založen v Sobotišti společný cech zmíněných řemesel pro celé Branecké panství. V roce 1770 byla v Sobotišti založena vlnařská manufaktura.

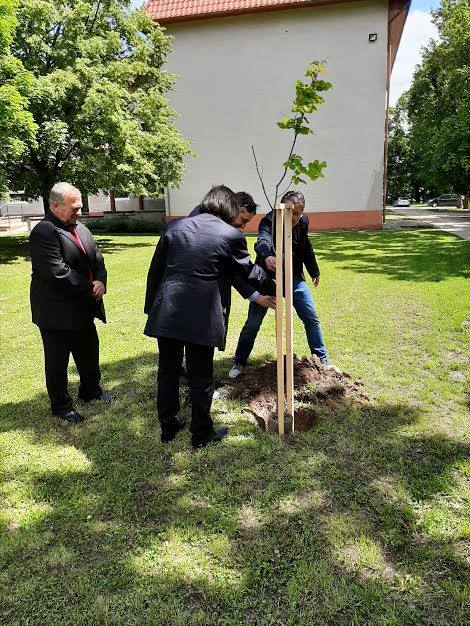
Starosta obce Sobotište Dušan Horňák, Miloš Zverina, Lukáš Perný a Ľuboš Blaha vysázejí strom Samuela Jurkoviče

V roce 1831 měla obec 4854 obyvatel, několik desítek hospod, několik mlýnů a menších pivovarů. Také se zde dařilo hroznům a vínu, bylo zde mnoho zemanů a panských úředníků. V tomtéž roce se do obce přistěhoval Samuel Jurkovič, evangelický učitel a vlastenec, který zde 8. února 1845 založil Gazdovský spolok, první úvěrové družstvo v kontinentální Evropě. K výročí založení spolku byla v roce 1995 vydána poštovní známka. V roku 2019 byla na počest Jurkoviče uspořádaná konference a vysazen strom Samuela Jurkoviče. V roce 2023 vychází v Matici slovenské kniha Samuel Jurkovič: 150 let života věčného věnovaná životu a ideovému odkazu Samuela Jurkoviče.

## Osobnosti
- Jakub Weiss – zdejší habánský keramik a kazatel. Roku 1658 odvedl spolu s Benjaminem Poleyem skupinu habánů do Sedmihradska.
- Bohuslav Šulek – slovenský přírodovědec, jazykovědec a publicista.
- Samuel Jurkovič - národní buditetel, pedagog, zakladatel družstevnictví

### Zajímavost
Po obci je pojmenována planetka (26401) Sobotište. V Čechách je podobně pojmenovaná obec Neděliště, v Chorvatsku městečko Nedelišće.